# Lorenzago di Cadore
Lorenzago di Cadore är en ort och kommun i provinsen Belluno i regionen Veneto i Italien. Kommunen hade 558 invånare (2018).